# Vítor Huvos
Vítor Gialorenco Huvos, besser bekannt als Vítor Huvos, (geboren am 8. Juli 1988 in São Paulo) ist ein brasilianischer ehemaliger Fußballspieler.

## Karriere
Der Mittelfeldspieler Huvos begann seine Karriere 2005 in der Jugendklasse des CA Juventus und stieg im Anschluss in die erste Mannschaft des Vereins auf. Er absolvierte in der Saison 2007/08 keine Ligaspiele. Nach einem Jahr in der Profi-Liga in Brasilien wechselte er für die Saison 2008/09 zum Schweizer Verein Grasshopper Club Zürich und belegte mit ihm den vierten Platz in der Schweizer Fussballmeisterschaft 2008/09. 2009 wurde er an Stade Nyonnais ausgeliehen. Im gleichen Jahre wechselte er zum rumänischen Verein Universitatea Cluj. Seine nächste Station war der spanische Verein Atlético Madrid, in dessen Reservemannschaft er eingesetzt wurde. Am 26. September 2010 gab er sein Debüt bei der 1:2-Niederlage gegen UD Vecindario. 2012 kehrte er wieder nach Brasilien zurück und unterschrieb für eine Saison einen Vertrag beim Botafogo FC (SP), anschließend wechselte er zum thailändischen Verein FC Chainat Hornbill. Im Jahr 2014 unterzeichnete er für eine Saison einen Vertrag beim Saham Club im Oman. Anfang 2016 wechselte er zum Bahrain Club. Nach einem Jahr verließ er Katar und wechselte zurück in die Schweiz zum FC Köniz. Beim 2:0-Sieg gegen den SC Cham debütierte er für seine neue Mannschaft in der Startelf am 26. August 2017 (5. Spieltag). Sein erstes Tor schoss er bei einem 6:0-Sieg über United Zürich, als er spät eingewechselt wurde und das 4:0 schoss. Insgesamt spielte er 2017/18 siebenmal in der Promotion League und dem Schweizer Cup, wobei er zweimal traf. Von 2018 bis 2020 spielte er für den unterklassigen FC Regensdorf. Im Juli 2020 wechselte er anschließend in die vierte Schweizer Liga und schloss sich dem FC Freienbach an. Bei der 1:4-Niederlage gegen den SC Zofingen debütierte er für Freienbach, nachdem er in der 67. Minute ins Spiel kam. In der gesamten Spielzeit 2020/21 spielte er jedoch lediglich dreimal für den FCF.